# 블랙 로브
《블랙 로브》(Black Robe)는 캐나다에서 제작된 브루스 베레스포드 감독의 1991년 드라마 영화이다. 로데어 블루토 등이 주연으로 출연하였고 수 밀리켄 등이 제작에 참여하였다.

## 출연

### 주연
- 로데어 블루토
- 아덴 영
- 샌드린 홀트

### 조연
- 오거스트 쉘렌버그
- 탄투 카디날
- 빌리 투 리버스
- 로렌스 베인

## 기타
- 원작자: Brian Moore
- Ass-PD: Eric Norlen
- 미술: 허버트 핀터
- 의상: 르니 에이프릴
- 의상: 존 헤이